# 劉東洋
劉東洋（1976年6月25日—），現擔任中華職棒台鋼雄鷹領隊。

## 生平
劉東洋生於新竹縣北埔鄉，客家人，大學主修西班牙文，退伍後赴日就讀关西大学新聞研究所，2006年返臺後進入中華職棒，曾任《職業棒球雜誌》記者、《職業棒球雜誌》編輯、中華職棒國際部組長、中華職棒宣推部主任等等，2022年3月出任中華職棒台鋼雄鷹領隊。